# サードアイ
『サードアイ』（インドネシア語: Mata Batin、英題: The 3rd Eye）は2017年11月30日にリリースされたインドネシアの ホラー・ファンタジー・スリラー 映画。ロッキー・ソラヤが監督およびプロデューサーとして制作した。ジェシカ・ミラ、デニー・スマルゴ、チトラ・プリマ、ビアンカ・ヘロ、エピー・クスナンダル主演。

## キャスト
- ジェシカ・ミラ
- デニー・スマルゴ
- チトラ・プリマ
- ビアンカ・ヘロ
- エピー・クスナンダル